# Tatort: Deine Mutter
Deine Mutter ist ein Fernsehfilm aus der Krimireihe Tatort. Der vom ORF produzierte Beitrag ist die 1272. Tatort-Episode und wurde am 15. September 2024 im SRF, im ORF und im Ersten ausgestrahlt. Es ist der 58. Fall des österreichischen Ermittlers Moritz Eisner und der 34. gemeinsame Fall des Ermittlerteams Eisner/Fellner. Der Krimi spielt in der Rapperszene.

## Handlung
Der Rapper Ted Candy wird vor dem Tonstudio seines Rivalen Akman 47 und dessen Frau erschlagen aufgefunden. Candy hatte zuvor seinen Vertrag mit dem Tonstudio gekündigt. Da Candy und Akman sich in ihren Raps gegenseitig beleidigt hatten, gerät Akman unter Verdacht.
Akman arbeitet für Igor Salvin, den er einst durch eine Zeugenaussage entlastet und für ihn eine Haftstrafe auf sich genommen hatte. Zum Dank erhielt seine Frau das Tonstudio. Teds Mutter Adriane hatte früher als Prostituierte für Igor Salvin gearbeitet. Dies möchte sie vor ihrem Sohn geheim halten und hat aus diesem Grund auch ihren Namen gewechselt. Um Salvin zu entkommen, hatte sie ihren Sohn aufgefordert, das Tonstudio zu wechseln. Darauf hatte Akman im Auftrag Salvins Candy erpresst und gedroht, ein pornografisches Video mit seiner Mutter zu veröffentlichen.
Akmans neuer Sänger Bashir hatte mit seiner Freundin Dalia ein Treffen von Candy und Akman vor dem Tonstudio beobachtet. Als Candy dies entdeckt und Ahmadi fast erwürgt hatte, rettete Dalia ihren Freund, indem sie Candy mit einem Feuerlöscher bewusstlos schlug. Weil die beiden aber nicht den Notarzt riefen, starb Candy an einer Gehirnblutung.
Am Ende überzeugt Fellner die Beteiligten, gegen Igor Salvin auszusagen.

## Hintergrund
Der Film wurde vom 27. September bis zum 25. Oktober 2023 in Wien gedreht, unter anderem im Flex und im Gasometer. Das Opfer wird von Rapper Jugo Ürdens gespielt. Es war das Tatort-Debüt der Regisseurin Mirjam Unger und der beteiligten Drehbuchautoren.

## Einschaltquoten
Die Erstausstrahlung von Deine Mutter am 15. September 2024 wurde in Deutschland von 7,97 Millionen Zuschauern gesehen und erreichte einen Marktanteil von 29,9 % für Das Erste.